# November Has Come
«November Has Come» (en español, «Noviembre ha llegado») es la novena canción del álbum de estudio Demon Days de la banda virtual inglesa Gorillaz, con el rapero MF DOOM. La canción habla de la caída del hip hop, y se sumerge con temas más abstractos como el Fin del mundo; se usa noviembre, ya que es el penúltimo mes del año.
«November Has Come» Interpola la canción de hip hop del grupo estadounidense A Tribe Called Quest de 1990, «Can I Kick It?».
Daniel Dumile falleció el 31 de octubre de 2020.

## Video
El video musical de «November Has Come» son clips de pocos segundos de la gira Demon Days Live. El audio del video no es el mismo que el de la versión de estudio, si no que el álbum en vivo Demon Days Live at the Manchester Opera House. Se publicó en el canal de Gorillaz de YouTube el 16 de enero de 2010.
- Versión de Demon Days Live at the Manchester Opera House: El audio es en vivo y MF DOOM no se presentó en el escenario. Presenta diferentes tomas de la presentación de la banda en vivo. El visual esta en una pantalla, aunque se eliminó el espectro de audio; dejando en pantalla negra excepto cuando MF DOOM rapea.

### Visual
Comienza con el espectro de audio de la canción, y «Demon Days», estilizado en mayúscula. Luego MF DOOM rapea en su traje de villano el primer verso. Cuando es el coro de 2-D se muestra de nuevo el espectro de audio e imágenes en movimiento en negro no identificables. MF DOOM rapea su segundo verso. Termina con el espectro de audio e imágenes en movimiento en negro no identificables.

## Personal
Créditos adaptados de las notas de Demon Days.
Gorillaz
- Gorillaz: artista, producción
- Damon Albarn: vocales, instrumentación, escritor, producción
- Jamie Hewlett: escritor
- Jason Cox: batería, bajo, mezcla, ingeniería, producción

Otros músicos
- Stephen Sedgwick: mezcla, ingeniería
- Howie Weinberg: masterización, ingeniería
- Danger Mouse: percusión, mezcla, ingeniería, producción
- James Dring: programador de batería, producción
- MF DOOM: vocales, escritor